# Justicia obtusa
Justicia obtusa är en akantusväxtart som först beskrevs av Christian Gottfried Daniel Nees von Esenbeck, och fick sitt nu gällande namn av Van Steenis. Justicia obtusa ingår i släktet Justicia och familjen akantusväxter. Inga underarter finns listade i Catalogue of Life.